# Hubert Herbreteau
Hubert Herbreteau, né le 10 juin 1948, est un évêque catholique français, évêque d'Agen en France de 2005 à 2023.

## Biographie
Hubert Herbreteau est né à Vendrennes en Vendée. Son père est ouvrier d'usine.
Il effectue ses études primaires à Vendrennes, puis ses études secondaires aux petits séminaires de Chavagnes-en-Paillers et des Herbiers de 1961 à 1967. Il étudie ensuite au grand séminaire de Luçon (1967-1969 et 1971-1972) et Saint-Jean de Nantes (1972-1973). Entre 1969 et 1971, il est professeur au collège catholique de Montaigu. Il effectue un stage pastoral à Aizenay de 1973 à 1975.
Il est ordonné prêtre le 22 juin 1975 à La Roche-sur-Yon pour le diocèse de Luçon.
Entre 1979 et 1981, il reprend des études à l’institut supérieur de pastorale catéchétique (ISPC) de l’institut catholique de Paris où il obtient une maîtrise en théologie pastorale catéchétique.
Nommé évêque le 17 janvier 2005, il est consacré le 24 avril 2005 par le cardinal Jean-Pierre Ricard. Ses co-consécrateurs sont Michel Santier et Jean-Charles Descubes.

## Principaux ministères
Après avoir été responsable diocésain de la catéchèse de 1981 à 1990, il est appelé à Paris où il est responsable du service adolescence au centre national de l’enseignement religieux (CNER) de 1990 à 1997).
De retour dans son diocèse de Luçon, il y est nommé responsable diocésain de la formation permanente des prêtres et des laïcs en 1997, puis vicaire épiscopal pour la zone pastorale « Côte et Marais breton » et responsable diocésain de la pastorale du tourisme et des loisirs en 2001.
En 2005, il est nommé évêque d'Agen. Il s'implique dans la regroupement des paroisses du diocèse. Le 4 octobre 2009, le rassemblement Église en fêtes, Églises de demain marque l'acte de fondation des vingt-six nouvelles paroisses. En novembre 2010, il est élu pour six ans membre du conseil permanent de la Conférence des évêques de France. En 2016, il est nommé président de l'Observatoire Foi et Culture. Dimanche 25 juin 2023, il effectue un dernier office en la cathédrale d’Agen, le pape François accepte sa démission pour raison d'âge le 19 août 2023.
C'est sous son épiscopat que Sainte-Marie de La Garde, prieuré fondé en 2002 par des moines benedictins du Barroux, est érigée en abbaye, en 2021.

## Ouvrages publiés
Son engagement auprès des jeunes s'est traduit par plusieurs publications :
- Comprendre les cultures des jeunes. Du rap au journal intime, Éditions de l'Atelier, 1997
- Accompagner un groupe de jeunes, Éditions Vie chrétienne, 1997
- Les Chemins de l’expérience spirituelle. Repères pour accompagner les jeunes, Éditions de l'Atelier, Paris, 2000  (ISBN 270823465X)
- La Confirmation tout simplement, Éditions de l'Atelier, Paris, 2001  (ISBN 270823563X)
- La fraternité : entre utopie et réalité ?, Éditions de l'Atelier, Paris, 2009  (ISBN 2708240641)